# Deutsche Sängerschaft

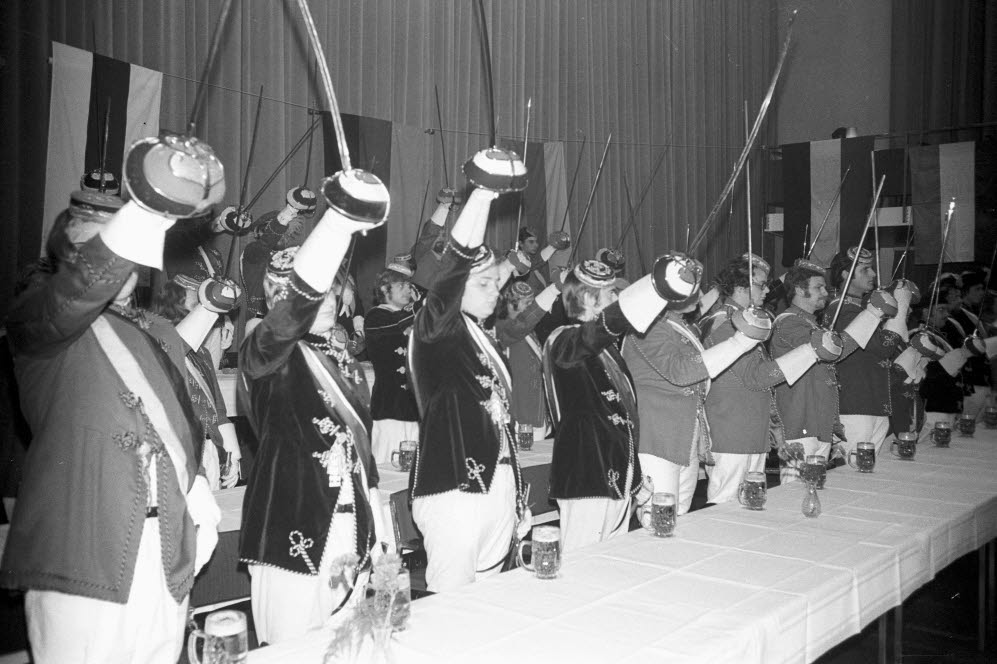
Festkommers zum Deutschen Sängerschaftstag 1973 im Kieler Schloss

Die Deutsche Sängerschaft (DS) ist ein deutscher Korporationsverband an 16 Universitäts- und Hochschulstandorten. Er verbindet 17 aktive, farbentragende und fakultativ- oder freischlagende Sängerschaften mit insgesamt etwa 3.000 ausschließlich männlichen Mitgliedern. Er ist Mitglied im Deutschen Chorverband. Die Farben sind schwarz-grün-gold.

## Charakter
Per Satzung hat sie sich die Wahrung deutschen Kulturgutes, die Pflege der Musik und des Chorgesanges zur Aufgabe gemacht. Gemeinsames Singen und Musizieren sollen das Zusammenleben und die Gemeinschaftsbildung innerhalb der Einzelkorporationen und des Verbandes fördern.
Die Deutsche Sängerschaft ist weder konfessionell noch parteipolitisch gebunden. Die Staatsbürgerschaft ist kein Kriterium für eine Mitgliedschaft.
Die Deutsche Sängerschaft erwartet von ihren Angehörigen eine den kulturellen, gesellschaftlichen und politischen Aufgaben der Zeit gegenüber aufgeschlossene Lebenshaltung.
Die Mitgliedsbünde der Deutschen Sängerschaft tragen Couleur. Der Verband stellt seinen Mitgliedern frei, pflichtschlagend, fakultativ schlagend oder freischlagend zu sein.

## Geschichte

### Vorgeschichte
Innerhalb der Urburschenschaft wurde 1816 ein Gesangverein gegründet. Mit der Auflösung der Jenaischen Burschenschaft erlosch auch dieser erste rein studentische Gesangsverein. Die ersten eigenständigen studentischen Gesangvereine (außerhalb der burschenschaftlichen Bewegung) wurden 1822 zu St. Pauli Leipzig und an der Leopoldina Breslau als Universitätsgesangsverein zu St. Pauli und Akademisch-Musische Verbindung Breslau gegründet.
In Halle wurde 1825 der Akademische Gesangsverein (AGV) gegründet, der als Vorläufer der Sängerschaft Fridericiana (1866) anzusehen ist. In den folgenden Jahren kam es an zirka 20 Universitäten und Hochschulen zur Gründung von musisch orientierten Bünden, die sich aber von ihrem Charakter her alle unterschieden (Farbentragen, Mensuren usw.)
Das erste Deutsche Sängerbundfest fand 1865 in Dresden statt. Es nahmen viele der Verbindungen teil. Der Versuch, einen Dachverband zu gründen, scheiterte aber. Zwischen der Akademischen Liedertafel Berlin und dem Akademischen Gesangverein München wurde 1867 ein Kartellvertrag geschlossen. Diesem Vertrag schlossen sich weitere Verbindungen an, was zur Gründung des Sondershäuser Verbandes für nicht-farbentragende Verbindungen mit musikalischer Ausrichtung führte.
Die Leopoldina Breslau legte 1877 als erste Sängerschaft Farben an. Der AGV der Pauliner an der Universität Jena führte als erster akademischer Gesangsverein 1880 die Besprechungsmensur ein. Am ersten Deutsch-Akademischen Sängerfest 1892 in Salzburg nahmen 23 Vereine teil. Ein Dachverband sollte gegründet werden. Die Durchführung eines zweiten Sängerfestes 1896 wurde beschlossen.

### Deutsch-Akademischen Sängerbundes (DASB)
Anlässlich des 35. Stiftungsfestes der Sängerschaft Erato am 5. Juli 1896 fand in Dresden eine Vertreterversammlung statt, an der über 25 Vereine teilnahmen. Es kam zur Gründung des Deutsch-Akademischen Sängerbundes (DASB) und zur endgültigen Trennung der späteren DS und des Sondershäuser Verbandes. Nach Differenzen über die Bestimmungsmensur kam es 1901 zu mehrfachen Ein- und Austritten von Verbindungen des DASB. In diesem Jahr vereinigten sie sich wieder zum Chargierten-Convent, Verband der Farbentragenden Akademischen Gesangsvereine. Prinzipien waren die Pflege des deutschen Männergesanges, unbedingte Satisfaktion und Verwerfung der Bestimmungsmensur.
Im Jahr 1902 wurde die Bezeichnung „Sängerschaft“ eingeführt, die in der Folge alle Vereine annahmen. Es folgte eine Namensänderung des Verbandes in C.C., Verband farbentragender Sängerschaften. Wegen der Fechtfrage traten immer wieder Verbindungen aus bzw. wieder ein. Der Gesamtaltherrenverband des C.C. wurde 1905 gegründet. Beim 3. Bundesfest 1906 wurde Weimar zum ständigen Tagungsort gewählt.

### Weimarer Verbandes Deutscher Sängerschaften
Durch die Eindrücke des Ersten Weltkrieges kam es 1919 wieder zu einer Annäherung zwischen den die Mensur ablehnenden und bejahenden Sängerschaften. Mehr und mehr Sängerschaften führten die Mensur als Prinzip ein. Am 30. Juli 1919 kam es zur Gründung des Weimarer Verbandes Deutscher Sängerschaften. Hauptprinzip war das Sangesprinzip. Weiterhin waren die Besprechungsmensur gestattet, die Bestimmungsmensur verboten und die unbedingte Satisfaktion obligatorisch. Forderungen zwischen Sängerschaften waren verboten, die Wahl des Paukverhältnisses blieb freigestellt. Ein Sängerschafter, dessen Mutterbund die Besprechungsmensur ablehnte, durfte, wenn er einem „mensurfreundlichen“ Bund beitrat, nicht fechten. Es galten vier Semester Aktivitätszwang, sechs Semester Chorpflicht (auch bei Studienortswechsel). Bei Abstimmungen wurden die Stimmen nach der Mitgliederzahl gewichtet.

### Deutsche Sängerschaft (DS)
Der endgültige Name Deutsche Sängerschaft (Weimarer CC) (DS) wurde 1922 angenommen, die Bestimmungsmensur und der Abschluss von Kartellen wurden gestattet. In den 1920er Jahren kam es zu weiteren Neugründungen. Es wurden Sing- und Schulungswochenenden veranstaltet (Wehrsport, Politische Schulungen). Zwischen DS und Sondershäuser Verband kam es zu Gesprächen über eine Zusammenarbeit der Verbände. Die DS führte 1934 die Bestimmungsmensur verpflichtend ein. Aufgrund der politischen Verhältnisse traten die Sängerschaften in Österreich und der Tschechoslowakei schon 1933 gezwungenermaßen aus und existierten bis 1938 weiter. Die Deutsche Sängerschaft wurde 1936 in Hannover aufgelöst.
Ebenso aus politischen Gründen mussten 1933 die vier Sängerschaften Österreichs (Universitäts-Sängerschaft Ghibellinen zu Wien, Technisch.akademische Sängerschaft Nibelungia zu Wien, Akademische Sängerschaft Gothia zu Graz, Akademische Sängerschaft Skalden zu Innsbruck) die Deutsche Sängerschaft verlassen. Sie schlossen sich im Sommer 1933 zur Österreichischen Sängerschaft (ÖS) zusammen.

### Wiederbegründung
Die Deutsche Sängerschaft wurde 1951 wieder gegründet. Der erste Sängerschaftertag fand in Goslar statt. Weimar war als Tagungsort noch nicht zugänglich, weswegen man an wechselnden Orten tagte. Sängerschaften, die sich an ihren Heimatorten nicht rekonstituieren konnten, fusionierten teilweise mit anderen Bünden, einige reaktivierten überhaupt nicht. Die Verbandsprinzipien blieben bis auf die 1934 beschlossene Bestimmungsmensur erhalten.
Nach der Wende fand 1991 der erste Sängerschaftertag in Weimar nach dem Zweiten Weltkrieg statt. Weimar wurde wieder zum Tagungsort in jedem ungeraden Jahr. Alle österreichischen Sängerschaften traten 1992 vor allem wegen der Nichtannahme des sängerschaftlichen Grundsatzpapieres aus der DS aus. Das Papier sollte die DS-Verfassung bezüglich der Punkte Mitgliederauswahl der Einzelsängerschaft, Chorarbeit und Paukzwang interpretieren. Die Sängerschaften Österreichs verbleiben aber gemeinsam mit einigen bundesdeutschen Sängerschaften in der Weimarer Interessengemeinschaft (WIG).

## Präsidierende
Jedes Jahr wird auf dem Sängerschaftertag die Präsidierende Sängerschaft des kommenden Jahres gewählt.
Zuletzt waren dies (2012) die Sängerschaft Leopoldina Breslau zu Köln, (2013) die Sängerschaft Guilelmia Niedersachsen zu Freiburg im Breisgau, (2014) die Sängerschaft Erato Dresden zu Darmstadt, (2015) die Sängerschaft Frankonia-Brunonia Braunschweig, (2016) die Sängerschaft Markomannen-Brünn zu Karlsruhe, (2017) die Sängerschaft Gotia et Baltia Kiel zu Göttingen, (2018) die Prager Universitäts-Sängerschaft Barden zu München, (2019) die Sängerschaft zu St. Pauli Jena et Burgundia Breslau in Münster,(2020 + 2021) die Sängerschaft Franco-Palatia Bayreuth, (2022) die S! Borussia Berlin, (2023) die S! Leopoldina Breslau zu Köln, (2024) die S! Fridericiana Halle und (2025) die S! zu St. Pauli in Jena.

## Veranstaltungen
Im Rahmen ihrer Bildungsarbeit hielt die Deutsche Sängerschaft zusammen mit dem Coburger Convent (CC) von 1956 bis 1990 alljährlich Gesamtdeutsche Tagungen (GDT) in Berlin ab. Diese Tagungen beschäftigten sich vordringlich mit den Ursachen, den kulturellen, politischen und wirtschaftlichen Auswirkungen der deutschen Teilung und ihrer möglichen Überwindung und hatte die Aufgabe, aktive Mitglieder (also Studenten) der Sängerschaften mit dieser Problematik vertraut zu machen. Nach der deutschen Wiedervereinigung veranstalten DS und CC seit 1992 den Studententag in wechselnden Hochschulstädten.

## Organisation
Die Deutsche Sängerschaft gehört als eigenständiger Verband dem Deutschen Sängerbund (28. Februar 2005 fusioniert zum Deutschen Chorverband) an. Obgleich die Sängerschaften der DS nach ihrer Verfassung Männerbünde sind, ist es ihnen durch ihre spezielle Aufgabe möglich, Damen in die sängerschaftliche Arbeit zu integrieren: Fast alle der aktiven Sängerschaften haben gemischte Chöre.
Verbandsvorsitzer und geschäftsführender Hauptausschuss der DS werden auf zwei Jahre beim jährlich zu Himmelfahrt stattfindenden Sängerschaftertag (in jedem ungeraden Jahr in Weimar) gewählt. Die aktiven Sängerschaften sind im Hauptausschuss durch den Sprecher der jeweilig präsidierenden Sängerschaft vertreten.
Jedes Jahr in den Semesterferien, meist in der letzten Augustwoche, organisiert eine Sängerschaft die so genannte Sängerschafterwoche, bei der eine Anzahl von Aktiven und Alten Herren sich eine Woche lang in einem Ferienheim oder einer Jugendherberge treffen, meist einen gemeinsamen Chorauftritt organisieren und gesellschaftliche Veranstaltungen durchführen. Die Woche wird traditionell mit einem Kommers beschlossen. Die Sängerschafterwoche 2008 musste wegen Drohungen der Antifa von Potsdam in die Mark Brandenburg verlegt werden.
Vierteljährlich berichtet die bereits 1895 als Akademische Sängerzeitung gegründete Verbandszeitschrift Deutsche Sängerschaft.

## Ehemalige Ehrenmitglieder
Nach der geltenden „Verfassung der Deutschen Sängerschaft“ vom Dezember 2009 können nur farbentragende Verbindungen Mitglieder des Verbandes sein, nicht jedoch Einzelpersonen. Insofern gibt es keine Ehrenmitgliedschaften. Ehrenmitgliedschaften von Einzelpersonen sind jedoch in einzelnen Sängerschaften möglich.
1. Paul von Hindenburg[3]
2. Erich Ludendorff[3]
3. Hugo Kaun
4. Hans Grimm
5. Erwin Guido Kolbenheyer
6. Harald Lönnecker

Johannes Brahms, Franz Liszt und andere waren Ehrenmitglieder einer einzelnen Sängerschaft, nicht eines sängerschaftlichen Korporationsverbandes. Die meisten sängerschaftlichen Verbände (DASB, CC, MCC, WCC) kannten solche Ehrenmitgliedschaften nicht. Die Deutsche Sängerschaft begann erst 1922, verbandliche Ehrenmitglieder zu ernennen. 